# Qian Zhongshu
Pour les articles homonymes, voir Qian.
Œuvres principales
La Forteresse assiégée
Qian Zhongshu, né le 21 novembre 1910 à Wuxi dans le Jiangsu et mort le 19 décembre 1998 à Pékin, est un écrivain chinois. Son épouse est l'écrivaine Yang Jiang (1911-2016).

## Biographie
Qian Zhongshu a fait des études d'anglais en Chine, puis à Oxford et à la Sorbonne à Paris (1937-1938). Par la suite il enseigne la littérature anglo-saxonne à l'université Qinghua à Pékin et devient chercheur à l'Académie des sciences. Il est le fondateur des études comparatistes en Chine. Célèbre pour son roman La Forteresse assiégée, paru en 1947, il renonce à l'écriture romanesque après 1949 par prudence politique. Avec son épouse Yang Jiang, elle aussi écrivain, il est envoyé à la campagne durant la Révolution culturelle. En 1979 il fait paraître un tableau de la littérature universelle, Le Bambou et le Poinçon, rédigé en chinois classique.

## Œuvre
L'ironie et la satire sont caractéristiques de ses nouvelles, dans la lignée de l'œuvre de Lu Xun mais aussi sous l'influence de la littérature européenne (Candide) Il est l'auteur de À côté de la vie (1941), Hommes, Bêtes et Démons (1946) et La Forteresse assiégée. Qian Zhongshu est par ailleurs renommé en tant que critique, auteur d'ouvrages sur les arts (Propos sur les arts, 1948), sur les liens entre peinture et poésie (1949), ou sur la culture chinoise vue au prisme de la littérature occidentale (Le Bambou et le Poinçon, 1979).

## Liste des œuvres
- 1941 : Xie zai rensheng bianshang (À côté de la vie)
- 1946 : Ren Shou Gui (Hommes, Bêtes et Démons)
- 1947 : Wei Cheng (La Forteresse assiégée)
- 1948 : Tan yi lu (Propos sur les arts)
- 1949 : Zhongguo shi yu Zhongguo hua
- 1958 : Song shi xuanzhu
- 1979-1982 : Guan Zhui Bian (Le Bambou et le Poinçon), 4 vol.
- 1985 : Qi Zhui Ji

## Traductions en français
- Cinq essais de poétique, éditions Christian Bourgois
- La Forteresse assiégée, éditions Christian Bourgois, 1987  (ISBN 2-267-00483-6)
- Hommes, Bêtes et Démons, trad. Sun Chaoying, Gallimard, Connaissance de l'Orient, 1994